# Gushing over Magical Girls
Gushing over Magical Girls (яп. 魔法少女にあこがれて Махо: сё:дзё ни акогарэтэ, «Становясь волшебницей»), также известная как I Admire Magical Girls, and... (с англ. — «Я восхищаюсь девочками-волшебницами и...») — японская комедийная манга жанра махо-сёдзё, созданная Акихирой Ононакой и публикуемая на сайте Storia Dash, который принадлежит издательству Takeshobo. В 2024 году манга получила аниме-адаптацию, которой занималась студия Asahi Production. В октябре 2024 года был анонсирован второй сезон.

## Сюжет
Повествование строится вокруг школьницы Утэны Хиираги, девочки-интроверта, живущей в городе, который защищают троица девочек-волшебниц. Утэна является их огромной фанаткой и мечтает о том, чтобы стать такой же как они. Однажды ей является Веналита, персонаж-маскот чёрного цвета, которая дарует Утэне магическую силу, но не для того, чтобы стать героиней и сражаться на стороне магического трио за добро и справедливость. Вместо этого она становится злодеем, которая служит организации тёмных сил Энормита и вынуждена теперь сражаться против своих любимых волшебниц. Несмотря на нежелательную и навязанную роль, она обнаруживает в себе тёмную садомазохистскую сторону, которая раскрывается в её желании доминировать над своими кумирами и получать удовольствие от сексуального унижения и причинения им страдания.

## Персонажи

### Энормита
Утэна Хиираги (яп. 柊 うてな Хиираги Утэна) / Волшебница Бэзэ (яп. マジアベーゼ Мадзиа Бэ:дзэ) — главная героиня манги и аниме-сериала. Утэна является застенчивой школьницей с интровертным типом личности. Она является фанаткой трио девочек-волшебниц. Получила магическую силу и стала злодейкой, что не соответствовало её желаниям. Вскоре она раскрывается как садомазохистка, которая получает наслаждение от причинения боли магическому трио. Её альтер-эго Магиа Бейсер носит откровенный наряд в стиле суккуба и домины. Её оружием является хлыст, который может превращать неодушевлённые предметы и животных в монстров-садистов.
Сэйю: Фука Идзуми
Киви Арага (яп. 阿良河 キウィ Арага Киви) / Леопард (яп. レオパルト Рэопаруто) — член организации Энормита, которая влюблена в Утэну. В обычной жизни она является интернет-знаменитостью, которая возненавидела магическое трио и девочек-волшебниц за то, что к ним утекают её поклонники. Её альтер-эго Леопард носит откровенный наряд в стиле милитари. В бою использует различные взрывчатые вещества и оружие.
Сэйю: Аой Кога
Корису Морино (яп. 杜乃 こりす Морино Корису) / Нейро-Алиса (яп. ネロアリス Нэро Арису) — член организации Энормита, ученица начальной школы, которая не говорит, но любит играть с игрушками. Её альтер-эго Неро Алиса носит платье на мотив Алисы в стране чудес. Её магия позволяет ей манипулировать игрушками, например, запирать своих жертв в кукольных домиках или оживлять и делать гигантскими мягкие игрушки.
Сэйю: Сиори Сугиура
Веналита (яп. ヴェナリータ Вэнари:та) — чёрный персонаж-талисман, которая даровала Утэне магическую силу. Чтобы Утэна присоединилась к злодейской организации Энормита, Веналита рассказала выдуманную историю о преследовании её сородичей. Мотивы Веналиты неизвестны.
Сэйю: Мисато Фукуэн

### Девочки-волшебницы

#### Магическое трио
Харука Ханабиси (яп. 花菱 はるか Ханабиси Харука) / Волшебница Маджента (яп. マジアマゼンタ Мадзиа Мадзэнта) — одна из героинь манги, а также одноклассница Утэны. По характеру является наивной и доброй девушкой с чистым сердцем. Её наряд девочки-волшебницы раскрашен в розовый цвет
Сэйю: Каори Маэда
Саё Минаками (яп. 水神 小夜 Минаками Саё) / Волшебница Азур (яп. マジアアズール Мадзиа Адзу:ру) — одна из героинь, состоящая в магическом трио. В обычной жизни Сайо является мико, которая ухаживает за синтоистским святилищем. Она любит тишину и предпочитает милые и скромные наряды. Её альтер-эго Магиа Азур обладает волшебством воды и льда, который собирая её вокруг жезла, превращает его в меч. После того, как она чуть не стала жертвой садизма Бейсер, Азур обрела форму Истинной Девы из Инея, которая даёт её возможность усиливать себя, отражая атаки врагов. В ходе сюжета выясняется, что у неё есть мазохистские наклонности, которые проявляются во время сражений с Бейсер. В команде носит форму лазурного цвета
Сэйю: Маюко Кадзама
Каоруко Тэнкава (яп. 天川 薫子 Тэнкава Каоруко) / Волшебница Сульфур (яп. マジアサルファ Мадзиа Саруфа) — одна из героинь команды магического трио. Она является жёстким, сообразительным и деловым членом команды. Хотя её считают защитником, в тайне она владеет массивными кастетами, с помощью которых наносит удары по своим врагам. 
Сэйю: Мисаки Икэда

## Медиа

### Манга
Манга Gushing over Magical Girls, написанная и проиллюстрированная Акихиро Ононакой, публикуется в сервисе цифровой манги Storia Dash издательства Takeshobo с 29 марта 2019 года. До этого манга была выпущена в формате ваншота; в связи с его популярностью было принято решение запустить мангу в виде полноценной серии. Помимо Storia Dash, главы манги также публиковались в журнале Manga Life Storia вплоть до его закрытия в июле 2019 года. На январь 2024 года главы манги были скомпонованы в одиннадцать томов-танкобонов. Первый том поступил в продажу 30 ноября 2019 года.
15 марта 2024 года стало известно, что в связи с состоянием здоровья Ононаки публикация манги будет приостановлена.
В марте 2022 года американское издательство J-Novel Club объявило о приобретении прав на выпуск манги на английском языке. На территории Франции правами на мангу обладает издательство Meian.

#### Список томов
| №  | Дата публикации     | ISBN                   |
| -- | ------------------- | ---------------------- |
| 01 | 30 ноября 2019 г.   | ISBN 978-4-8019-6809-7 |
| 02 | 30 апреля 2020 г.   | ISBN 978-4-8019-6862-2 |
| 03 | 30 сентября 2020 г. | ISBN 978-4-8019-7073-1 |
| 04 | 27 февраля 2021 г.  | ISBN 978-4-8019-7212-4 |
| 05 | 29 июля 2021 г.     | ISBN 978-4-8019-7372-5 |
| 06 | 27 декабря 2021 г.  | ISBN 978-4-8019-7507-1 |
| 07 | 30 мая 2022 г.      | ISBN 978-4-8019-7635-1 |
| 08 | 17 октября 2022 г.  | ISBN 978-4-8019-7879-9 |
| 09 | 16 марта 2023 г.    | ISBN 978-4-8019-7976-5 |
| 10 | 17 августа 2023 г.  | ISBN 978-4-8019-8118-8 |
| 11 | 17 января 2024 г.   | ISBN 978-4-8019-8232-1 |

### Аниме
Об адаптации манги в формат аниме-сериала было объявлено 15 марта 2023 года. Его производством занялась студия Asahi Production, на должность режиссёров были назначены Масато Судзуки и Ацуси Оцуки, сценаристом стал Нобору Кимура, дизайнером персонажей — Ясука Отаки, композиторами — Ясухару Таканаси, Акинари Судзуки и Йоханнес Нильссон, а к записи музыки приступил лейбл Lantis. Аниме-сериал транслировался с 3 января по 27 марта 2024 года на AT-X, Tokyo MX и других телеканалах. Версия с цензурой транслировалась на всех телеканалах; на AT-X и стриминговых сервисах была показана версия с частичной цензурой и с отцензуренным звуком. Полностью без цензуры аниме-сериал был выпущен на BD- и DVD-носителях. Открывающая музыкальная тема — «My Dream Girls», исполненная дуэтом Nacherry, который состоит из сэйю Тиэми Танаки и Нацуми Мураками; закрывающая — «Togetoge Sadistic» (яп. とげとげサディスティック Тогэтогэ садисутикку, «Шипастая садистка»), исполненная Фукой Идзуми, Аой Когой и Сиори Сугиурой.
В декабре 2023 года аниме-сериал был лицензирован американским стриминговым сервисом Hidive, на котором была показана версия с телеканала AT-X.
5 октября 2024 года состоялся анонс второго сезона.

## Восприятие
Дважды, в 2020 и 2021 годах, манга в числе 50 работ была номинирована на премию Next Manga Award в категории «Лучшая веб-манга».